# Silvia Poll
Pour les articles homonymes, voir Poll.
Silvia Poll Ahrens, née le 24 septembre 1970 à Managua, est une nageuse costaricienne. Elle est la sœur de la nageuse Claudia Poll.
Aux Jeux panaméricains de 1987, elle a remporté huit médailles.
Aux Jeux olympiques d'été de 1988, elle a remporté la médaille d'argent au 200 mètres nage libre apportant à son pays sa première médaille olympique.